# Fromentières, Marne

Fromentières este o comună în departamentul Marne, Franța. În 2009 avea o populație de 382 de locuitori.